# Ploče (Jajce, BiH)
Ploče su bivše samostalno naselje s područja današnje općine Jajce, Federacija BiH, BiH.

## Povijest
Za vrijeme socijalističke BiH ovo je naselje pripojeno naselju Bravnice.